# Al-Okhdood Club
Al-Okhdood Club (arab. نادي الأخدود) – saudyjski klub piłkarski, mający siedzibę w Nadżranie, założony w 1976 roku, grający w rozgrywkach Saudi Professional League.

## Obecny skład
Stan na 17 czerwca 2024
| Nr | Poz. | Piłkarz                                    |
| -- | ---- | ------------------------------------------ |
| 1  | BR   | Paulo Vítor                                |
| 2  | OB   | Abdulrahman Al-Rio                         |
| 3  | OB   | Andrei Burcă                               |
| 4  | OB   | Saeed Al-Rubaie (wypożyczony z Asz-Szabab) |
| 5  | OB   | Solomon Kwirkwelia                         |
| 6  | PO   | Eid Al-Muwallad                            |
| 7  | NA   | Saleh Al-Harthi                            |
| 8  | OB   | Hussain Al-Zabdani (kapitan)               |
| 9  | NA   | Léandre Tawamba                            |
| 10 | PO   | Florin Tănase                              |
| 11 | NA   | Álex Collado (wypożyczony z Realu Betis)   |
| 12 | PO   | Abdulaziz Al-Hatila                        |
| 13 | NA   | Masalah Al-Shaekh                          |
| 14 | PO   | Ahmed Mostafa (wypożyczony ze Smouhy SC)   |
| 15 | OB   | Naif Asiri                                 |

| Nr | Poz. | Piłkarz                                                       |
| -- | ---- | ------------------------------------------------------------- |
| 17 | PO   | Sharafi Al-Saleem                                             |
| 18 | PO   | Juan Sebastián Pedroza (wypożyczony z Independiente Santa Fe) |
| 19 | PO   | Saud Salem                                                    |
| 20 | OB   | Hamad Al-Mansour (wypożyczony z Al-Nassr)                     |
| 21 | PO   | Mohamed Nayef                                                 |
| 23 | BR   | Hussein Shae'an                                               |
| 24 | NA   | Murad Khadhari (wypożyczony z Al-Ahli Dżudda)                 |
| 25 | BR   | Abdulaziz Al-Awairdhi (wypożyczony z Al-Nassr)                |
| 27 | OB   | Awadh Faraj                                                   |
| 29 | NA   | Yaseen Al-Zubaidi (wypożyczony z Al-Ahli Dżudda)              |
| 30 | BR   | Saad Al-Saleh                                                 |
| 49 | PO   | Rayan Hattan                                                  |
| 77 | PO   | Hasan Al-Habib                                                |
| 99 | NA   | Saviour Godwin                                                |